# Goodbye, Don Glees!
Goodbye, Don Glees! (Nhật: グッバイ、ドン・グリーズ!) là một bộ phim hoạt hình điện ảnh được sản xuất bởi Madhouse và được đạo diễn bởi Atsuko Ishizuka. Phim dự kiến sẽ được phát hành tại Nhật Bản vào tháng 2 năm 2022.
Bài hát chủ đề trong phim là "Rock The World" thể hiện bởi ban nhạc [Alexandros].

## Nhân vật
| Nhân vật                 | Tiếng Nhật     |
| ------------------------ | -------------- |
| Rōma Kamogawa            | Natsuki Hanae  |
| Hokuto "Toto" Mitarai    | Yuki Kaji      |
| Shizuku "Drop" Sakuma    | Ayumu Murase   |
| Chibori "Tivoli" Urayasu | Kana Hanazawa  |
| Mako Kamogawa            | Rino Sashihara |
| Tarō Kamogawa            | Atsushi Tamura |

## Sản xuất và phát hành
Bộ phim lần đầu tiên được công bố vào tháng 7 năm 2021, sau đó bộ phim được tiết lộ rằng bộ sẽ được sản xuất bởi Madhouse và được đạo diễn bởi Atsuko Ishizuka, Kadokawa là đơn vị phân phối bộ phim. Chủ đề chính thức của phim là "Rock the World" do Yoshiaki Fujisawa sáng tác và trình bày bởi Alexandros. Tại liên hoan phim Quốc tế Tokyo 2021, bộ phim được tiết lộ sẽ công chiếu tại các rạp chiếu ở Nhật Bản vào ngày 18 tháng 2 năm 2022.

### Chuyển thể manga
Bản chuyển thể manga, do Shinki viết và minh họa, đã được đăng dài kỳ trên tạp chí Monthly Comic Gene của Media Factory vào ngày 15 tháng 10 năm 2021. Manga hoàn thành sáng tác vào tháng 2 năm 2022.